# Georges de Morsier
Georges de Morsier (* 25. Februar 1894 in Paris; † 9. Januar 1982 in Genf) war ein Schweizer Neurologe und Psychiater.
Von 1946 bis 1949 war de Morsier Präsident der Schweizerischen Neurologischen Gesellschaft. 1960 wurde de Morsier Ordinarius der Universität Genf.
Nach ihm ist das  De-Morsier-Syndrom, auch Septo-optische Dysplasie genannt, benannt.